# Fran Bow
『Fran Bow』（フラン ボウ）は、スウェーデンのインディーゲームスタジオKillmonday Gamesが開発及び制作したグラフィックアドベンチャーゲーム。

## システム
他のアドベンチャーゲームと同様に、ゲームの世界で様々なオブジェクトを探し組み合わせてパズルを解き、ノンプレイヤーキャラクターと話して、世界と進め方について詳しく学んでいく。またあるシーンでは、プレイヤーが主人公の猫を操作する。さらにゲームのごく一部は、より複雑な論理的な課題を示す、より広い物語の中に位置するミニゲームで構成されている。

## あらすじ
ゲームを通して、Franと他の人物は心理的なトラウマと向き合い、両親や医者の虐待を乗り越え、多くの種類の存在や精神の中で生きることが何を意味するのかを学んでいく。
1994年、両親の殺害を目撃し、精神疾患に苦しんでいる10歳の少女・Franの物語となる。フランは森の中に一人で発見され、Oswald Asylumに入院し、Franは自身の黒猫と唯一の友人であるMr. Midnightから引き離される。そして精神科医のDr. Marcel Deernのケアの元で、Franは錠剤を投与される。錠剤は幻想的なパラレルワールドの幻覚を引き起こし、血に塗られたOswald Asylum、不可思議なメッセージ、恐ろしい拷問、精神医学及び神経学の人体実験、そして異世界の影の存在で満たされる。監獄から逃げ出し、黒猫を見つけて家に帰ると、Franは夜行性の森に逃げ込み、そこで幽霊のような自然の精霊に遭遇する。その後にFranは、結合双生児のClaraとMia Buhalmetが所有している幽霊屋敷に、自分とMr. Midnightが共に閉じ込められていることに気づく。やがてFranは逃げ出し、ほつれて崩壊する根の橋を渡ろうとするが、目覚めると、野菜、昆虫、松ぼっくり、根が調和して暮らすItherstaという明るい世界で木に変身したことに気づく。Itherstaを出発した後、Franは巨大な骨格の生き物・Itwardと出会う。Mr. Midnightを探すのを手伝ったのはItwardであるとFranは知り、ItwardはFranを彼の航空機で家に戻そうとする。

## 開発
『Fran Bow』は、ナターリア・マルティンソン（Natalia Martinsson、旧名はフィゲロア（Figueroa））とアイザック・マルティンソン（Isak Martinsson）によるスウェーデンのスタジオKillmonday Gamesが開発した。ゲームの筋書きには、ナターリアの人生の自伝的な要素が含まれており、ゲームを治療法として制作する過程について説明している。ゲームはインディーゴーゴーのクラウドファンディングキャンペーンを通して一部の資金が提供され、2013年8月に28,295ドルを調達した。ゲームは2015年にデスクトップのプラットフォーム向けにリリースされ、2016年にはモバイル向けにリリースされた。

## 評価
『Fran Bow』は初月で1万本を売り上げた。レビュー収集サイトMetacriticで100点中70点のスコアを獲得しており、様々な反応が示されている。Rock, Paper, Shotgunのアダム・スミスは、このゲームに対して「『不思議の国』や『オズ』と並んで座っており、想像力に富み、奇妙で、不穏で、知性があり、希少で美しい希望の感覚を持っている」と述べ、肯定的なレビューをしている。しかしスミスは、プロットスレッドの幾つかが十分に結論付けられていないと感じたとも述べている。ジョエル・クチュールはGame Developerの記事で、『Fran Bow』を取り扱い曖昧なエンディングのメリットについて説明している。また、ナターリアはプレイヤーが自分の経験を通してそれらの信号を解釈できるよう、「比喩的な方法で答えを与える」ことを好んだと答えている。

## The Sorrowvirus: A Faceless Short Story
『Fran Bow』は『The Sorrowvirus』にも登場し、Killmonday Gamesの許可を得て、『A Faceless Short Story』というアニメ人形として使用された。『A Faceless Short Story』は、『The Sorrowvirus』との標準的な繋がりを持たず、代わりに別のゲームの世界のゲスト出演者となっている。